# 23452 Drew
23452 Drew è un asteroide della fascia principale. Scoperto nel 1988, presenta un'orbita caratterizzata da un semiasse maggiore pari a 1,9618560 UA e da un'eccentricità di 0,0943752, inclinata di 23,87132° rispetto all'eclittica.